# Chikako Asō
Pour les articles homonymes, voir Asō.
Chikako Asō (麻生 千賀子, Asō Chikako), née Chikako Suzuki (鈴木 千賀子, Suzuki Chikako) le 30 mai 1950 dans la préfecture d'Iwate, est l'épouse du 59e Premier ministre du Japon Tarō Asō (en fonction du 24 septembre 2008 au 16 septembre 2009). 
Elle est la 3e fille de Zenkō Suzuki, qui fut le 44e Premier ministre du Japon du 17 juillet 1980 au 27 novembre 1982, et de son épouse Sachi. Elle est également la sœur de Shunichi Suzuki, membre de la Chambre des représentants du Japon depuis 1990 et ancien ministre de l'Environnement de Jun'ichirō Koizumi du 30 septembre 2002 au 20 septembre 2003 puis ministre des Finances de Fumio Kishida depuis le 4 octobre 2021 (poste auquel il a succédé à son beau-frère Tarō Asō). 
Chikako Asō et son futur époux, alors valeur montante du PLD, se sont rencontrés lors d'un dîner de charité pour la Croix-Rouge organisé par le Premier ministre Suzuki. Ils se sont mariés le 3 novembre 1983, et ont eu deux enfants, un fils et une fille :
- Masahiro Asō (麻生 将豊, Asō Masahiro?), né le 29 décembre 1984.
- Ayako Asō (麻生 彩子, Asō Ayako?), née le 27 avril 1987.

Elle s'est beaucoup investie dans la circonscription de son époux dans la préfecture de Fukuoka, au point d'apprendre le dialecte local. Elle est considérée comme le lien entre Tarō Asō, souvent retenu à Tōkyō par ses obligations nationales, et le terrain. Même après que la famille se fut installée dans la capitale japonaise en 1995, elle continue à arpenter régulièrement le district électoral aux alentours d'Iizuka, et y est devenue plus populaire que son mari,.